# Świętno
Świętno (deutsch Schwenten) ist ein Dorf mit ca. 1000 Einwohnern in Polen. Es gehört zur Gmina Wolsztyn im Powiat Wolsztyński der Woiwodschaft Großpolen und liegt zwölf Kilometer südöstlich von Wolsztyn im Forst von Świętno (leśnictwo Świętno).
Zwischen Januar und August 1919 war das Dorf als Freistaat Schwenten selbständig.

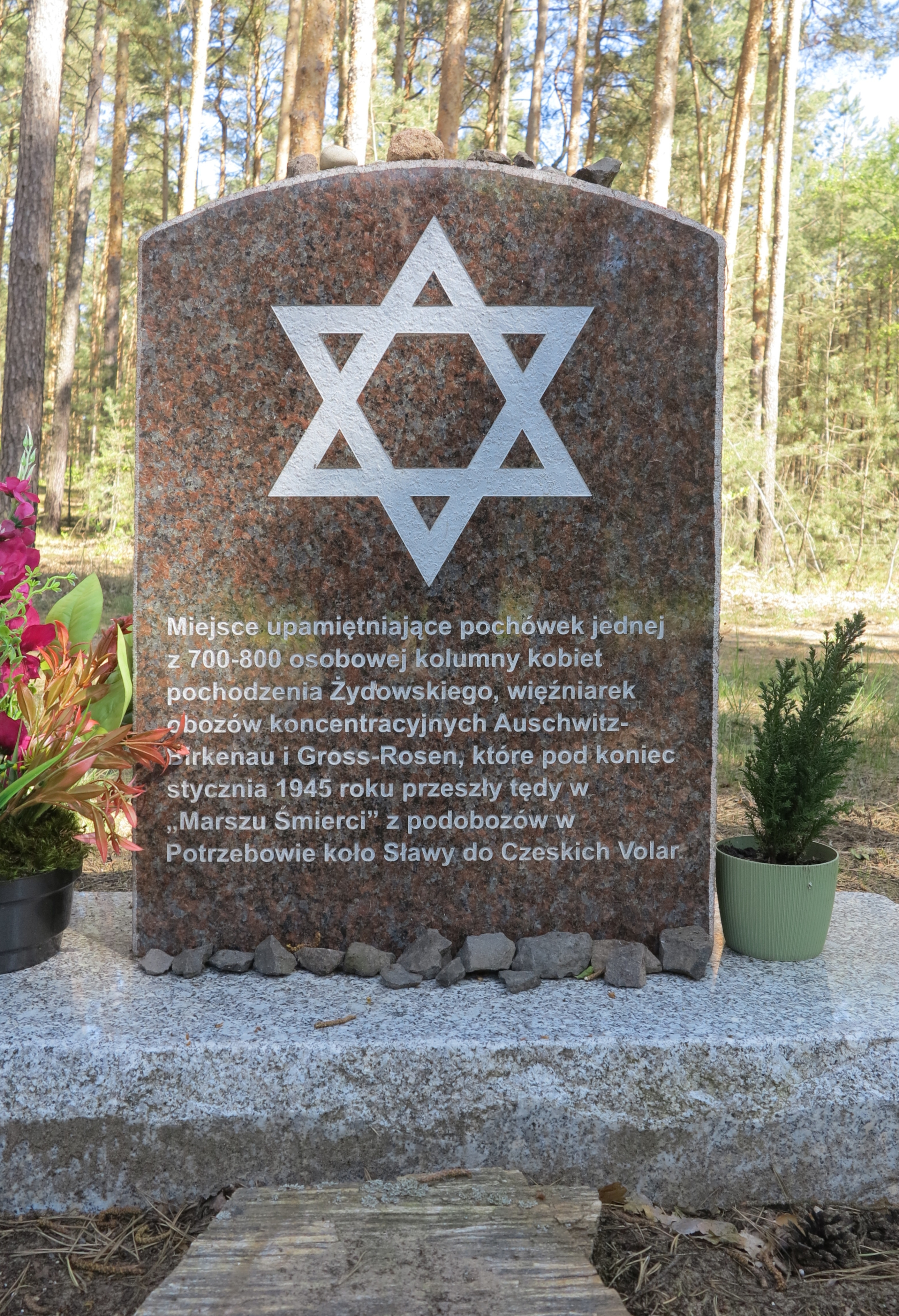
Einer von beiden Grabsteinen, die an zwei Opfer des Todesmarsches von Jüdinnen erinnern. Foto 2025
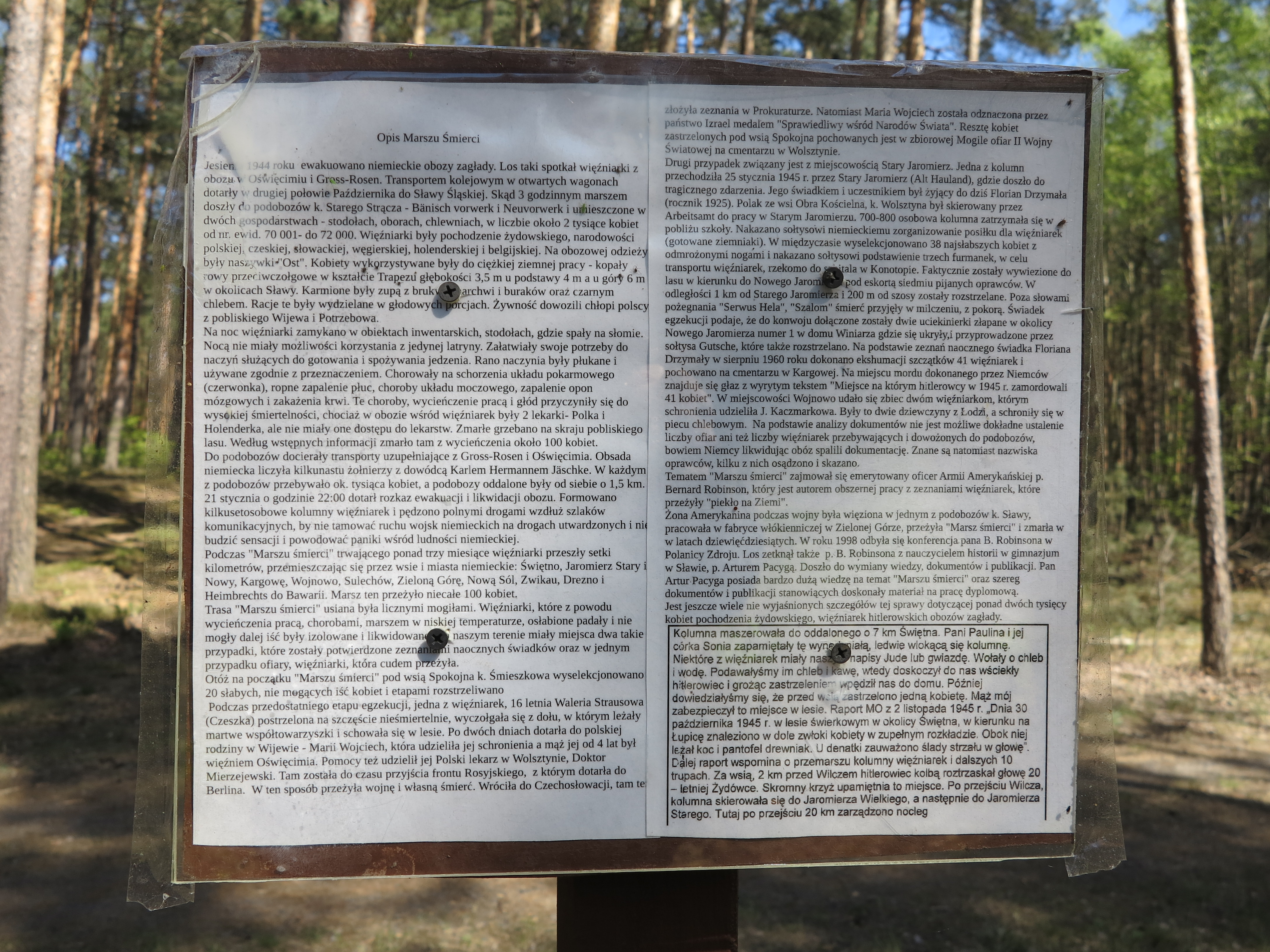
Im Januar 1945 führte ein Todesmarsch jüdischer Frauen unterschiedlicher Nationalität über die Chaussee westlich von Swiętno. Im Wald erinnern Grabsteine an zwei Opfer. Eine polnischsprachige Informationstafel schildert ausführlich Einzelheiten.
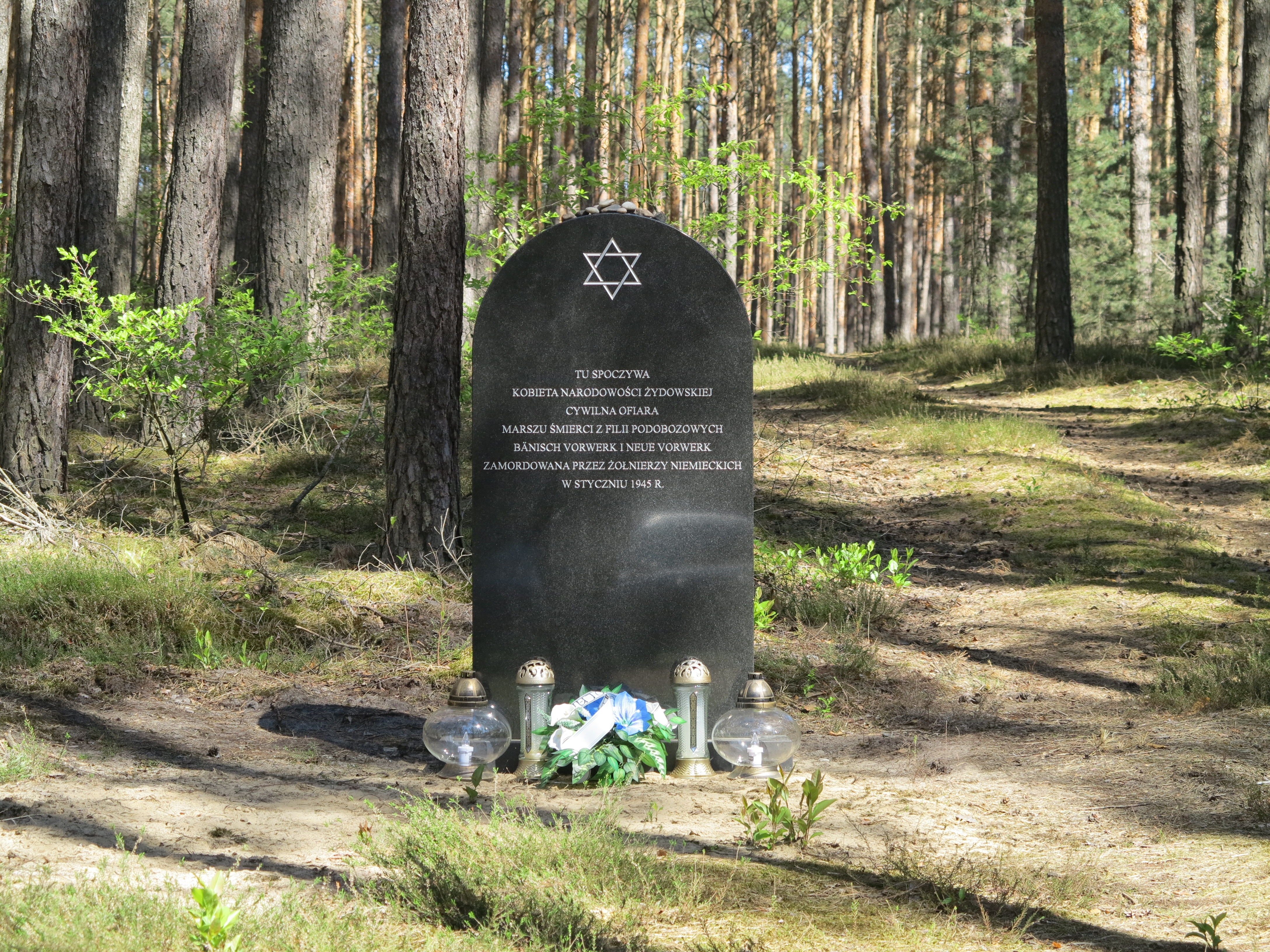
Erinnerung an ein Opfer des Todesmarsches Januar 1945, Foto 2025

## Persönlichkeiten
- Nikola Horowska (* 2001), Leichtathletin